# Vladimir Yakubovich
Vladimir Andreevich Yakubovich (Novosibirsk, 21 de outubro de 1926 — Gdov, 17 de agosto de 2012) foi um matemático russo.
Especialista em teoria de controle, foi chefe do Departamento de Cibernética Teórica da Universidade Estatal de São Petersburgo (antiga Universidade de Leningrado).
Recebeu em 1996 o Prêmio Sistemas de Controle IEEE por suas conrtibuições à teoria de controle.